# Ерик Ларсън
Ерик Ларсън (на английски: Erik Larson) е американски журналист и писател на бестселъри в жанра документален трилър.

## Биография и творчество
Ерик Ларсън е роден на 3 януари 1954 г. в Бруклин, Ню Йорк, САЩ. Израства във Фрийпорт, Лонг Айлънд, и в Масапекуа. Като тийнейджър иска да бъде карикатурист и писател. След гимназията учи руска история в Щатския университет на Пенсилвания като завършва с отличие и бакалавърска степен през 1976 г. След дипломирането си работи като асистент-редактор в издателство в Ню Йорк.
След като гледа филма „Цялото президентско войнство“ решава да се насочи към журналистиката и през 1978 г. завършва с магистърска степен от Колумбийския университет. След дипломирането си работи за кратко за вестник в Левитаун, Пенсилвания. После е нает от „Уол Стрийт Джърнъл“, където води авторска рубрика.
След среща на сляпо се жени за лекарката неонатолог Кристин Глейсън и има три дъщери. Преместват се в Балтимор. Работи като старши писател за списание „Тайм“. Негови материали са публикувани в „Ню Йоркър“, „Алтантик Мантли“ и „Харпърс“.
В Балтимор започва да пише и има няколко непубликувани романа. Първата му книга „The Naked Consumer“ (Голият потребител) е публикуван през 1992 г. В него описва прийомите на компаниите за заблуждаване и омайване на потребителите.
Става известен с книгата си „Isaac's Storm“ (Бурята на Айзък), в която описва усилията на метеоролога Айзък Клайн да предупреди за опасността от едно от най-опустошителните бедствия – урагана в „Галвестън“ през 1900 г., убил над 6000 души. През 2004 г. книгата е екранизирана в едноименния документален телевизионен филм с участието на Едуард Херман, Патриша Биксел и Трей Браун.
През 2002 г. е издадена книгата му „Дяволът в белия град“, представяща историята на Световното Колумбийско изложение в Чикаго през 1893 г., архитектурата на града и престъпленията на изтънчения сериен убиец Х. Х. Холмс по това време. Книгата става бестселър и през 2004 г. печели наградата „Едгар“ в категорията „криминален роман с най-добра фактология“. Предвидена е за екранизиране от компанията на Леонардо Ди Каприо.
Книгата му „Thunderstruck“ (Ударен от гръм) от 2006 г. е за историята на Холи Харви Крипън и Гилермо Маркони за изобретяването на радиото. Книгата „In the Garden of Beasts“ (В градината на зверовете: любов, ужас и едно американско семейство в хитлеров Берлин) от 2011 г. е за първия американски посланик в нацистка Германия – Уилям Е. Дод. Книгата става бестселър №1 в списъка на „Ню Йорк Таймс“.
В бестселъра си „Dead Wake: The Last Crossing of the Lusitania“ от 2015 г. представя последния трагичен рейс на пътническия лайнер „Луизитания“.
Заедно с писателската и журналистическа кариера води семинари по творческо писане в Университета на Сан Франциско, в университета „Джонс Хопкинс“ в Балтимор и в Университета на Орегон.
Ерик Ларсън живее със семейството си в Сиатъл, където съпругата му е лекар в Детската болница на града и ръководи неонатологията на медицинския център към Университета на Вашингтон.

## Произведения

### Документалистика
- The Naked Consumer: How Our Private Lives Become Public Commodities (1992)
- Lethal Passage: How the Travels of a Single Handgun Expose the Roots of America's Gun Crisis (1994)
- Isaac's Storm: A Man, a Time, and the Deadliest Hurricane in History (1999)
- The Devil in the White City: Murder, Magic and Madness at the Fair That Changed America (2002)
Дяволът в белия град, изд.: ИК „Кибеа“, София (2012), прев. Яна Божинова
- Thunderstruck (2006)
- In the Garden of Beasts: Love, Terror, and an American Family in Hitler's Berlin (2011)
- Dead Wake: The Last Crossing of the Lusitania (2015)

### Разкази
- House Arrest (1986)

### Екранизации
- 2004 Isaac's Storm – ТВ филм